# Скот Майкъл Фостър
Скот Майкъл Фостър е американски актьор.

## Биография
Семейството му се премества в Тексас. Детството си прекарва в Хайленд в близост до Далас. Още от малък проявява интерес към актьорската професия. Учи в Начално училище Брайхал, а по-късно се премества в средно образователното училище „Едуард С. Маркъс“, където участва в театралния клас.
Участва в „Бащата на булката“, когато става първокурсник. Започва следването си в Колежа за комуникации Колин Каунти, но след един семестър напуска, за да гони реализация в актьорското поприще. Най-известен е с ролята си на Капи в сериала „Колежани“.